# Ca l'Arenas. Centre d'Art del Museu de Mataró
Ca l'Arenas. Centre d'Art del Museu de Mataró neix del llegat de l'artista Jordi Arenas i Clavell a la seva ciutat natal i és l'extensió específica del Museu de Mataró especialitzada en art, amb atenció especial a l'activitat artística de la ciutat de Mataró (Maresme). S'hi realitzen activitats culturals com exposicions, tallers, conferències, xerrades i projeccions d'audiovisuals. Ca l'Arenas forma part de la Xarxa de Museus Locals de la Diputació de Barcelona. L'edifici és una obra inclosa en l'Inventari del Patrimoni Arquitectònic de Catalunya.

## El llegat de Jordi Arenas

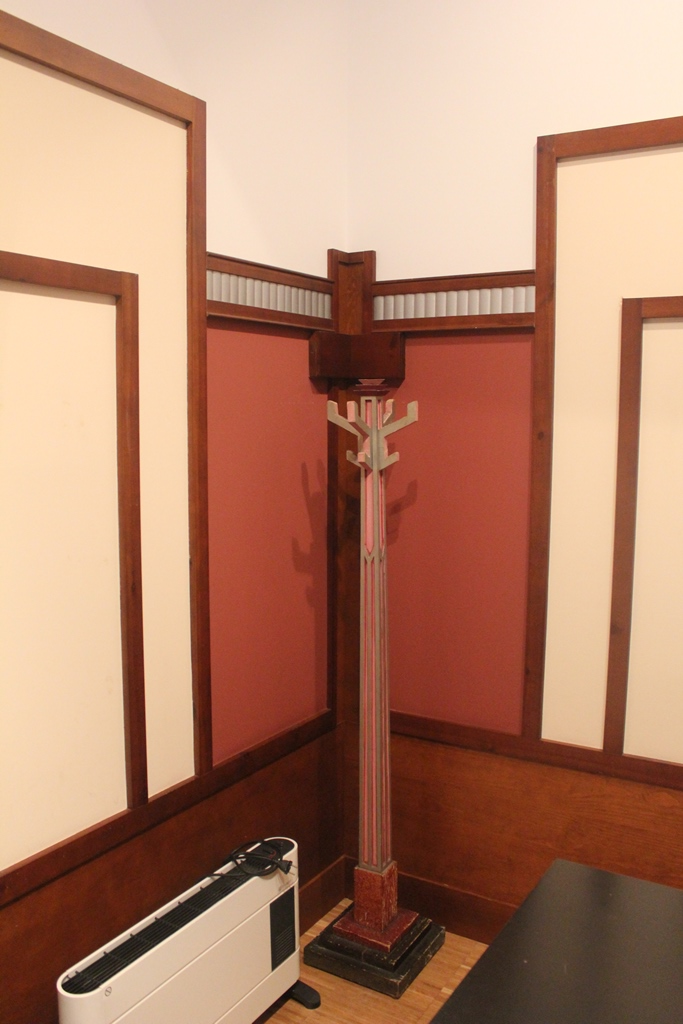
Ca l'Arenas: perxa art déco

Jordi Arenas i Clavell, mort l'1 de juliol de 1998, en el seu testament llegà al Museu de Mataró la propietat de l'immoble que fou el seu domicili, al carrer d'Argentona de Mataró, i el fons d'art de la seva propietat, format per obra seva, del seu germà Jaume Arenas i Clavell i d'altres artistes. Aquest fons s'integrà en la col·lecció d'art del Museu de Mataró.

## Exposicions
- Mar de Fons exposició on es fa servir realitat augmentada per enllaça les obres amb articles de Viquipèdia.

## Galeria

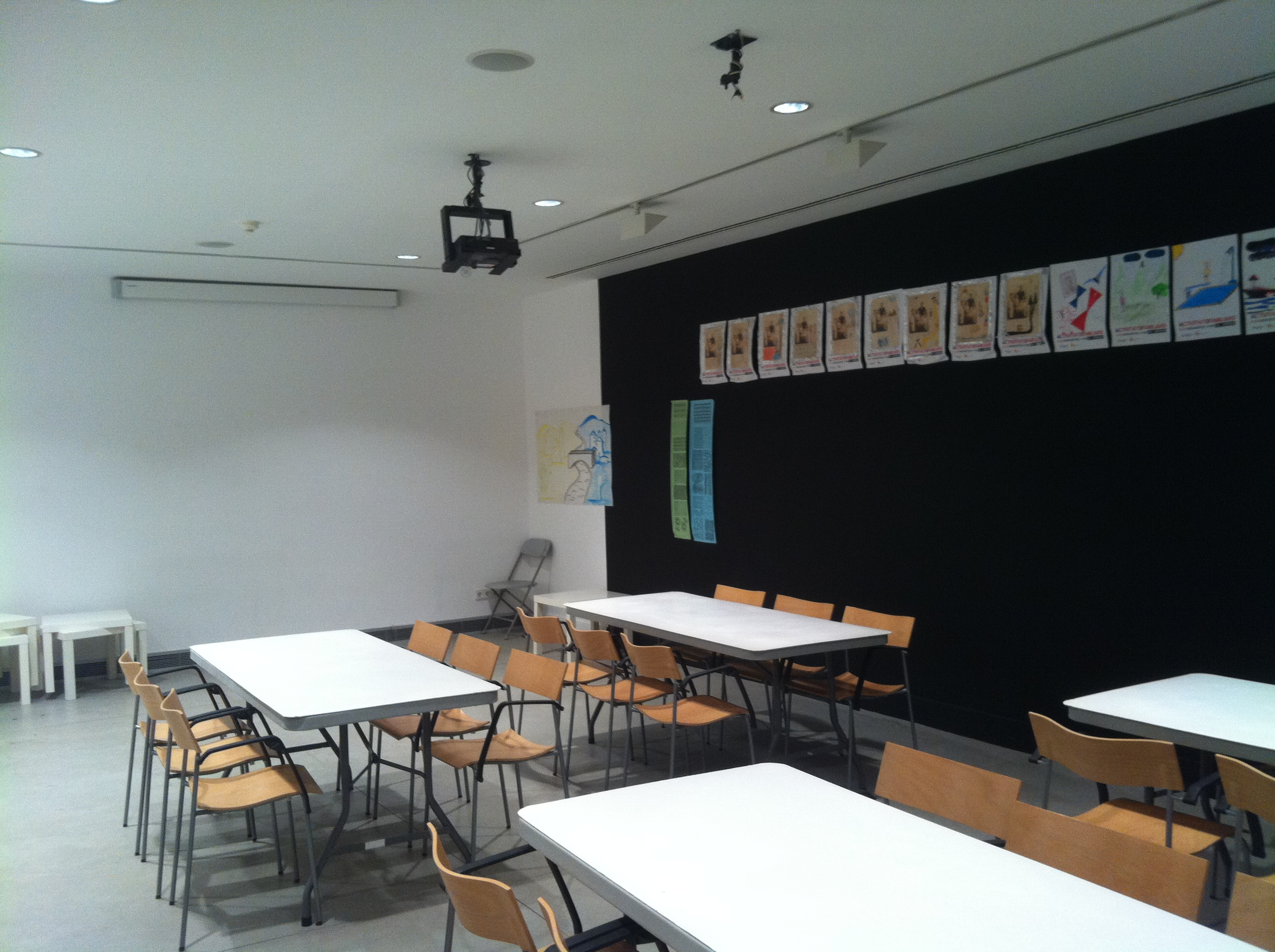
Sala Polivalent
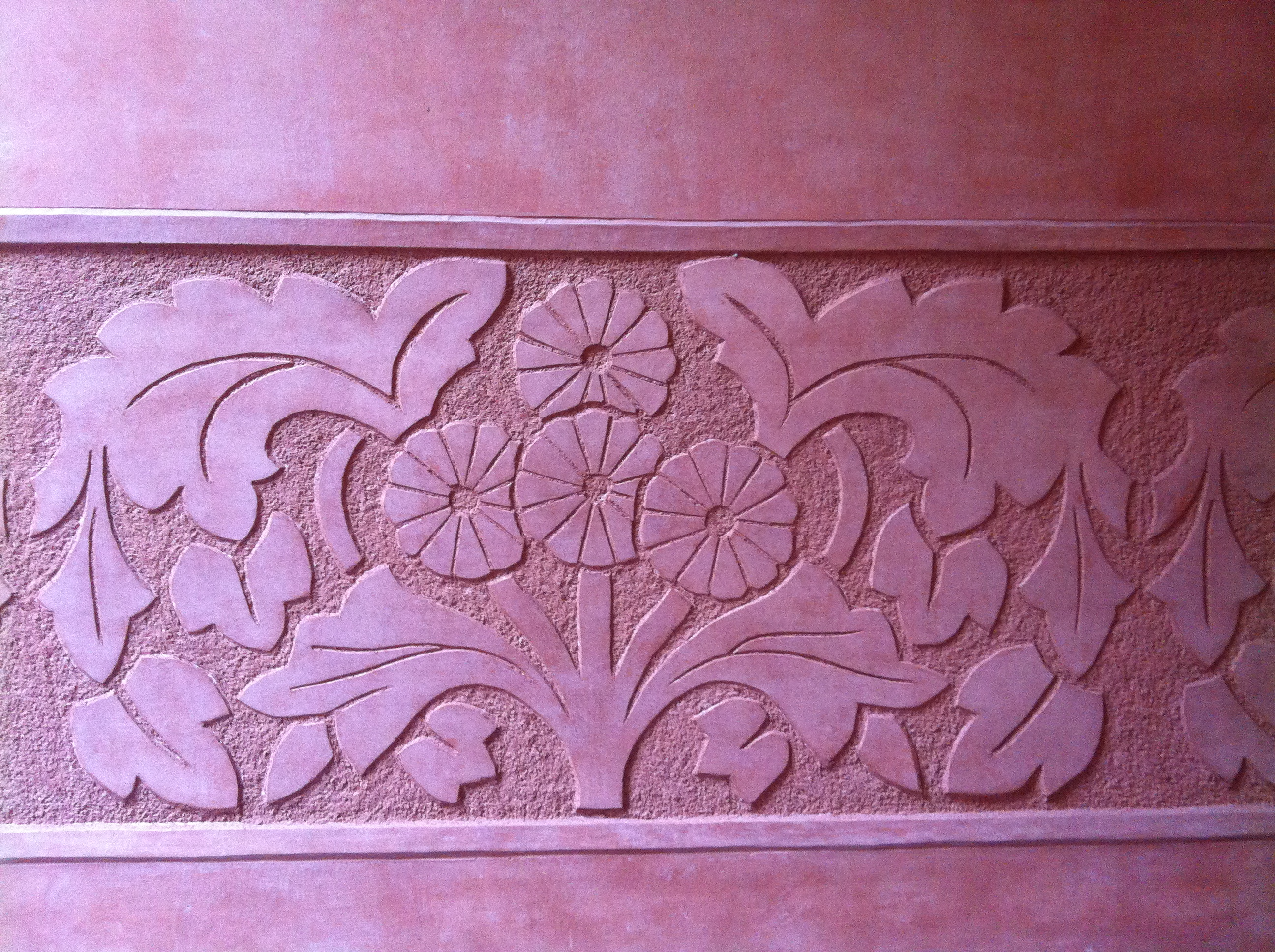
Estuc decorat a l'escala central
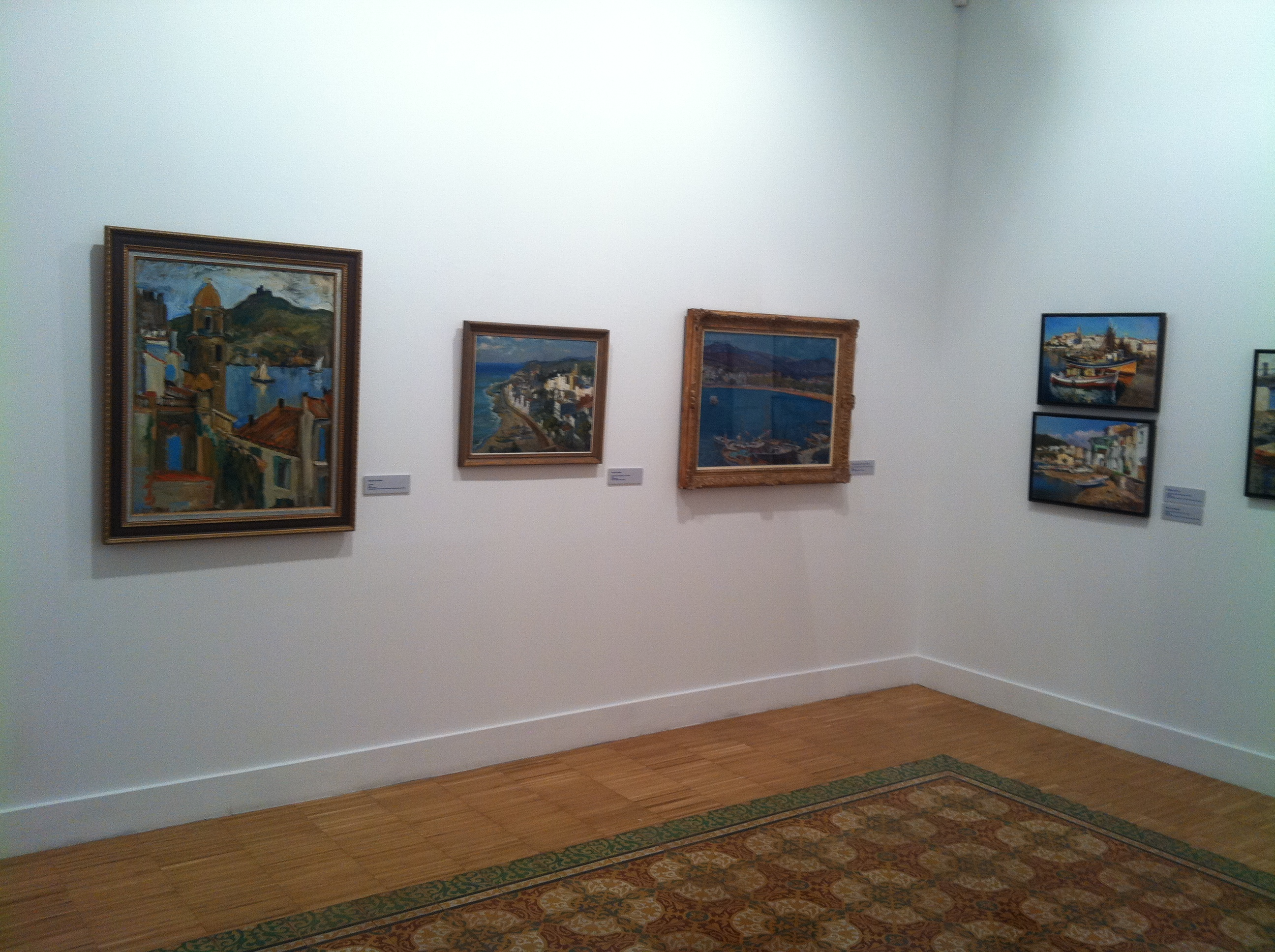
Zona d'exposicions
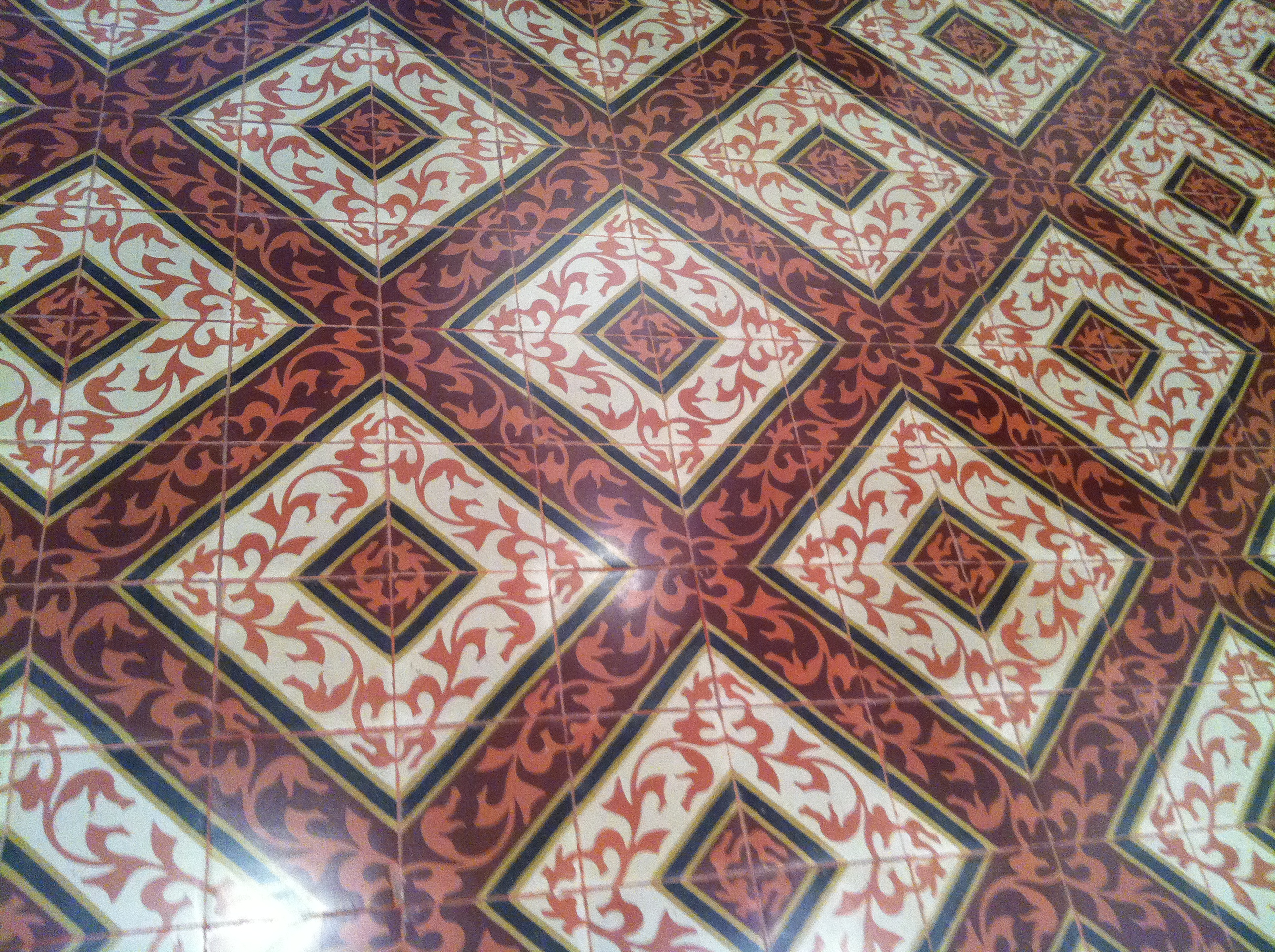
Paviment hidràulic